# 联芳楼
联芳楼位于中国广东省梅州市梅江区西阳镇白宫新联村，又名联芳斋，由丘氏华侨兄弟建于1931年，是一座中西合璧式的二层客家民居建筑。2002年7月17日年被列为广东省文物保护单位。

## 建筑特点
联芳楼主体结构为西方建筑的框架结构，内部为客家民居“三堂两横”式的结构。楼高二层，共有八个大厅，十四个小厅，八个天井，房间一百二十八间，三座大门，三座小门，三座钟楼。“联芳楼”名嵌在正门顶层的楼牌上，其上雕塑有两个天使捧着的一个大五角星烫金鎏彩。联芳楼各个楼角下边雕塑有关有珍禽鸟兽各式鸟笼；二楼的护栏外面雕刻有多幅图像，如郭子仪拜寿、桃源仙境、三羊开泰，以及印尼城镇景象。